# Steven Skrzybski
Steven Skrzybski (Berlín, 18 de noviembre de 1992) es un futbolista alemán. Juega de delantero y su equipo es el Holstein Kiel de la 2. Bundesliga alemana.

## Trayectoria

### Union Berlin
Entró a las inferiores del F. C. Union Berlin en 2001, club de su ciudad natal. Formó parte del primer equipo desde 2010 y jugó durante 8 temporadas en la 2. Bundesliga con el club.

### Schalke 04
El 29 de mayo de 2018 el Schalke 04 anunció su fichaje por tres años. El 24 de noviembre de 2018 anotó sus dos primeros goles en su nuevo club en la victoria por 5-2 sobre el F. C. Núremberg.
El 3 de enero de 2020 fue enviado a préstamo al Fortuna Düsseldorf para el resto de la temporada 2019-20 de la Bundesliga. Finalizada esta, regresó a Gelsenkirchen, donde estuvo un año más hasta marcharse al Holstein Kiel.

## Estadísticas
Actualizado al último partido disputado el 17 de mayo de 2025.
| Club                                                                                            | Div.          | Temporada     | Liga  | Liga  | Copas nacionales(1) | Copas nacionales(1) | Copas internacionales(2) | Copas internacionales(2) | Total | Total |
| Club                                                                                            | Div.          | Temporada     | Part. | Goles | Part.               | Goles               | Part.                    | Goles                    | Part. | Goles |
| ----------------------------------------------------------------------------------------------- | ------------- | ------------- | ----- | ----- | ------------------- | ------------------- | ------------------------ | ------------------------ | ----- | ----- |
| F. C. Union Berlin · Alemania                                                                   | 2.ª           | 2010-11       | 4     | 0     | 0                   | 0                   | —                        | —                        | 4     | 0     |
| F. C. Union Berlin · Alemania                                                                   | 2.ª           | 2011-12       | 7     | 0     | 0                   | 0                   | —                        | —                        | 7     | 0     |
| F. C. Union Berlin · Alemania                                                                   | 2.ª           | 2012-13       | 11    | 1     | 0                   | 0                   | —                        | —                        | 11    | 1     |
| F. C. Union Berlin · Alemania                                                                   | 2.ª           | 2013-14       | 11    | 1     | 1                   | 0                   | —                        | —                        | 12    | 1     |
| F. C. Union Berlin · Alemania                                                                   | 2.ª           | 2014-15       | 23    | 2     | 1                   | 0                   | —                        | —                        | 24    | 2     |
| F. C. Union Berlin · Alemania                                                                   | 2.ª           | 2015-16       | 21    | 3     | 1                   | 0                   | —                        | —                        | 22    | 3     |
| F. C. Union Berlin · Alemania                                                                   | 2.ª           | 2016-17       | 30    | 8     | 2                   | 1                   | —                        | —                        | 32    | 9     |
| F. C. Union Berlin · Alemania                                                                   | 2.ª           | 2017-18       | 29    | 14    | 2                   | 0                   | —                        | —                        | 31    | 14    |
| F. C. Union Berlin · Alemania                                                                   | Total club    | Total club    | 136   | 29    | 7                   | 1                   | 0                        | 0                        | 143   | 30    |
| F. C. Schalke 04 · Alemania                                                                     | 1.ª           | 2018-19       | 12    | 3     | 0                   | 0                   | 4                        | 0                        | 16    | 3     |
| F. C. Schalke 04 · Alemania                                                                     | 1.ª           | 2019-20       | 0     | 0     | 1                   | 1                   | —                        | —                        | 1     | 1     |
| Fortuna Düsseldorf · Alemania                                                                   | 1.ª           | 2019-20       | 11    | 1     | 1                   | 0                   | —                        | —                        | 12    | 1     |
| Fortuna Düsseldorf · Alemania                                                                   | Total club    | Total club    | 11    | 1     | 1                   | 0                   | 0                        | 0                        | 12    | 1     |
| F. C. Schalke 04 · Alemania                                                                     | 1.ª           | 2020-21       | 13    | 0     | 2                   | 0                   | —                        | —                        | 15    | 0     |
| F. C. Schalke 04 · Alemania                                                                     | Total club    | Total club    | 25    | 3     | 2                   | 1                   | 4                        | 0                        | 32    | 4     |
| Holstein Kiel · Alemania                                                                        | 2.ª           | 2021-22       | 24    | 4     | 2                   | 0                   | —                        | —                        | 26    | 4     |
| Holstein Kiel · Alemania                                                                        | 2.ª           | 2022-23       | 34    | 15    | 0                   | 0                   | —                        | —                        | 34    | 15    |
| Holstein Kiel · Alemania                                                                        | 2.ª           | 2023-24       | 26    | 10    | 2                   | 0                   | —                        | —                        | 28    | 10    |
| Holstein Kiel · Alemania                                                                        | 1.ª           | 2024-25       | 24    | 6     | 1                   | 0                   | —                        | —                        | 25    | 6     |
| Holstein Kiel · Alemania                                                                        | Total club    | Total club    | 108   | 35    | 5                   | 0                   | 0                        | 0                        | 113   | 35    |
| Total carrera                                                                                   | Total carrera | Total carrera | 280   | 68    | 16                  | 2                   | 4                        | 0                        | 300   | 70    |
| (1) Incluye datos de la Copa de Alemania. (2) Incluye datos de la Liga de Campeones de la UEFA. |               |               |       |       |                     |                     |                          |                          |       |       |

## Vida personal
Skrzybski tiene ascendencia polaca.